# Anne Stuart
Anne Stuart (ur. 1948) – amerykańska pisarka specjalizująca się w romansie i powieści kryminalnej.

## Życiorys
Zadebiutowała jako pisarka powieścią Barrett’s Hill wydaną w 1974, będącą gotyckim romansem. Jej książki wielokrotnie trafiały na listy bestsellerów. Jest autorką ponad siedemdziesięciu pięciu powieści napisanych samodzielnie oraz około trzydziestu powieści napisanych wspólnie z innymi autorami.
Mieszka na północy stanu Vermont.

## Nagrody[2](wybór)
- Career Achievement in Romantic Intrigue 1985, Romantic Times(inne języki)
- Career Achievement in Romantic Adventure 1992, Romantic Times
- Career Achievement in Series Romance 1993, Romantic Times
- Lifetime Achievement 1996, Romance Writers of America(inne języki)
- Career Achievement in Romantic Suspense 1998, Romantic Times
- Author Most Glommed 2005, AAR Reader Awards
- Romantic Times Romance Pioneer Award 2010

## Książki przełożone na język polski (wybór)[3]
- Wyjść z mroku (1993)
- Dom cieni (2002)
- Wdowa (2003)
- Złowroga cisza (2004)
- Prosto w ogień (2005)
- Duma i honor (2006)